# Maximum Speed
Maximum Speed ist ein deutscher Actionfilm mit Erdoğan Atalay in der Hauptrolle. Der Film wurde produziert von action concept, einer deutschen Action-Firma mit Sitz in Hürth. Der Film wurde im Jahr 2000 in Berlin gedreht und hatte seine Premiere am 16. Mai 2002 auf RTL.

## Handlung
Der Student Markus Schneider jobbt als Kurier. So jagt er jeden Tag auf seinen Rollerblades durch die Straßen von Berlin, um termingerecht Dokumente abzuliefern. Er weiß nicht, dass er so von einer Bande korrupter Polizisten als Kokain-Bote missbraucht wird. Er ist auch willkommener Sündenbock, als die Gauner jemanden suchen, dem sie einen Doppelmord anhängen können.